# 우돈타니 국제공항
우돈타니 국제공항(태국어: ท่าอากาศยาน นานาชาติ อุดรธานี, 영어: Udon Thani International Airport IATA: UTH, ICAO: VTUD)은 태국 우돈타니 주 무앙 우돈타니 군에 있는 국제 공항이다. 방콕에서 직선 거리로 약 470km 북동에 위치해 있다. 예전에는 국제선도 취항하고 있었지만, 현재는 국내선 뿐이다.
베트남 전쟁 때 이 공항은 우돈타이 왕립 공군 기지로서 미국 공군의 최전선 기지로 사용된 바 있다.

## 취항 노선

### 국내선
| 항공사           | 목적지                                       |
| ---------------- | -------------------------------------------- |
| 타이 에어아시아  | 방콕, 푸켓, 우타파오, (2015년 11월 27일취항) |
| 방콕 항공        | 방콕, 치앙마이                               |
| 녹에어           | 방콕, 치앙마이                               |
| 타이 스마일 항공 | 방콕                                         |
| 타이 라이온 에어 | 방콕, 핫야이                                 |

## 교통

### 철도
태국국영철도 동북 선 우돈타니 역까지 약 6.5km의 거리이다.